# Tadeusz Rosner
Tadeusz Aleksander Rosner (ur. 2 stycznia 1899 w Krakowie, zm. 5 czerwca 1972 w Szczecinie) – specjalista w zakresie technologii włókien sztucznych, jeden z twórców Politechniki Szczecińskiej (PS) i jej rektor w latach 1953–1958, jeden z twórców i dziekan Wydziału Chemicznego PS, członek założyciel Szczecińskiego Towarzystwa Naukowego, doktor honoris causa Politechniki Szczecińskiej.

## Życiorys

### Dzieciństwo i młodość
Tadeusz Rosner zdał maturę w 1917. Uczestniczył w I wojnie światowej. Po demobilizacji w 1920 studiował na Wydziale Chemicznym Politechniki Warszawskiej, gdzie w 1925 otrzymał dyplom inżyniera chemika. 

### Okres pracy w przemyśle chemicznym (1928–1948)

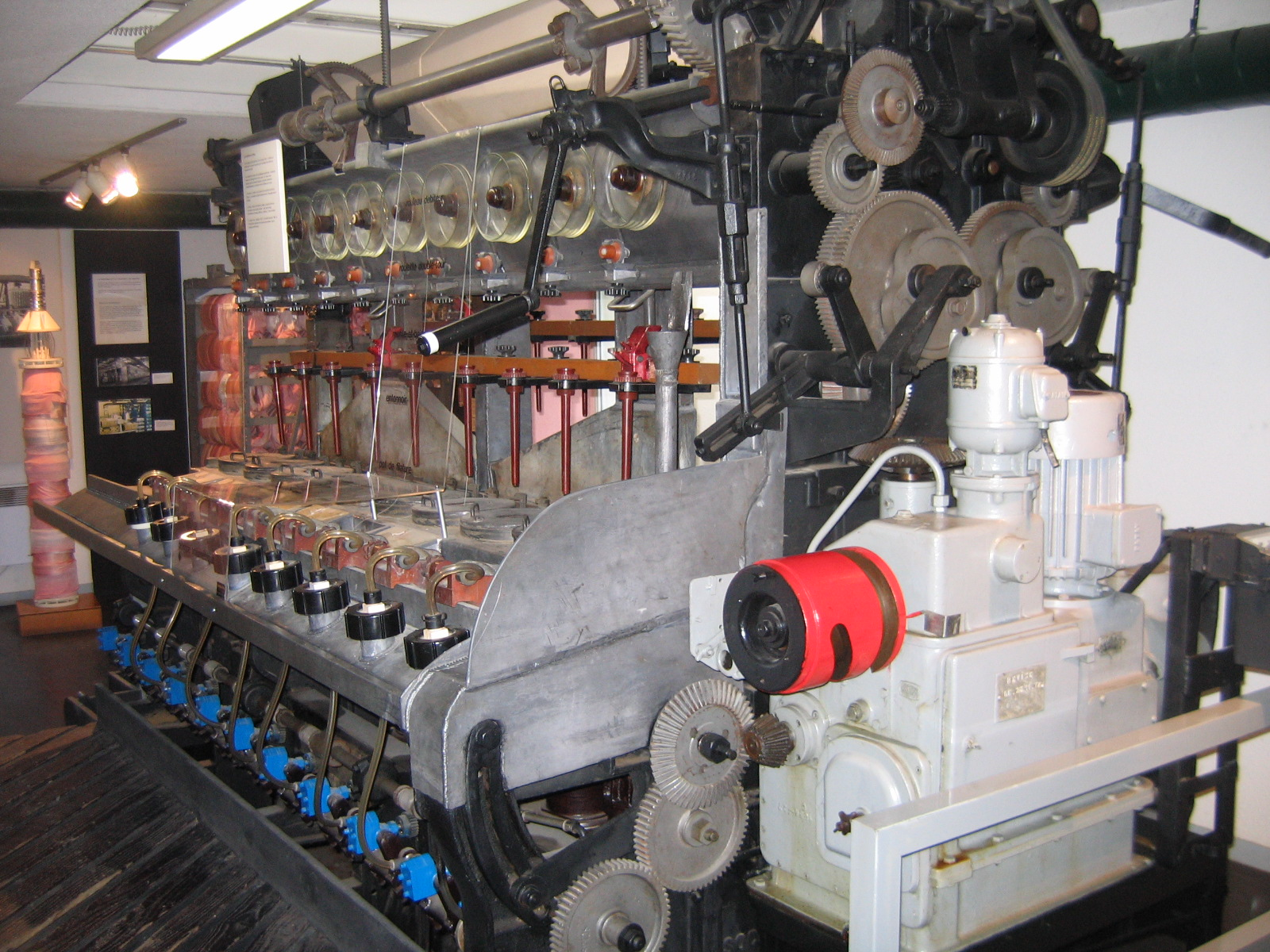
Przędzalnia wiskozowa w Muzeum Wiskozy w Échirolles (Francja)

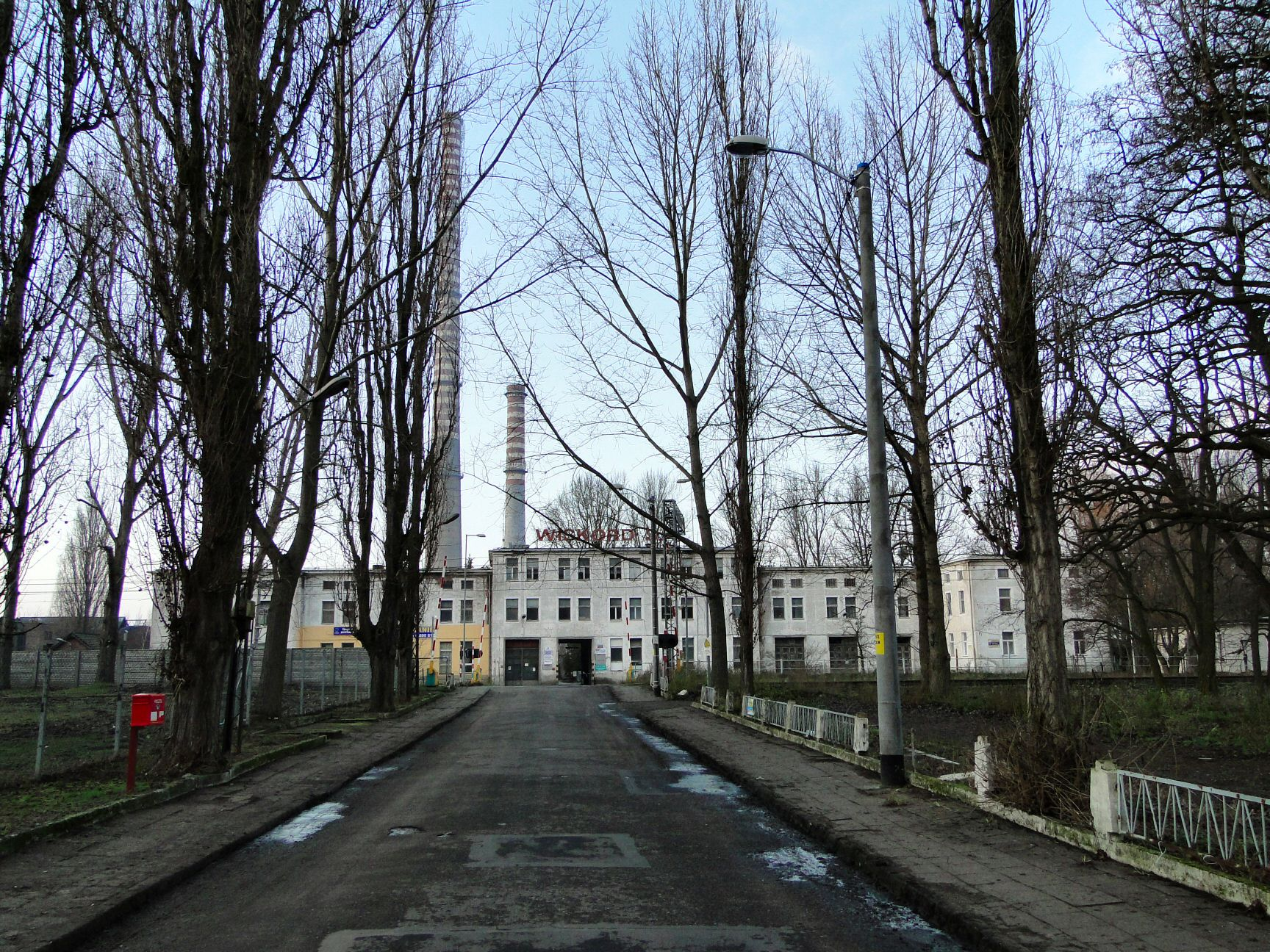
Szczecin–Żydowce, Zakłady „Wiskord” (zamknięte w 2000 roku)

Po studiach pracował początkowo zakładach włókienniczych pod Turynem. W 1928 został zatrudniony w fabryce sztucznego jedwabiu w Tomaszowie Mazowieckim (Łódzki Okręg Przemysłowy), gdzie pracował do wybuchu II wojny światowej, poznając różne aspekty technologii i inżynierii chemicznej. 
W fabryce (rok uruchomienia: 1912) sztuczny jedwab produkowano metodą nitroceluozową (bawełna strzelnicza), opartą na odkryciu Audemarsa z 1855 (właściwości przędzalnicze alkoholowo-eterowych roztworów  nitrocelulozy) i wdrożoną w skali przemysłowej przez Chardonneta w 1885. Był to pierwszy sposób naśladowania procesu wytwarzania jedwabnych nici przez gąsienice jedwabnika, który opanowano w skali przemysłowej. W kolejnych latach proces technologiczny udoskonalono, również w zakładach tomaszowskich.
Okres okupacji spędził w Warszawie i Krakowie, a po wojnie wrócił do znacjonalizowanej fabryki w Tomaszowie („Wistom”). W 1945, w czasie wznawiania produkcji, był jej naczelnym dyrektorem, a następnie (1946) pełnił funkcję dyrektora Zjednoczenie Przemysłu Włókien Sztucznych "Chemitex" (Łódź) i dyrektora Biura Konstrukcyjnego dla Odbudowy Fabryki Sztucznego Jedwabiu w Łodzi (1947–1948).
W 1948 objął stanowisko dyrektora Biura Projektów Przemysłu Włókien Sztucznych w Szczecinie, gdzie trwała odbudowa zniszczonej w czasie wojny Vereinigte Glanzstoff-Fabriken AG Elberfeld, Werk Sydowsaue (Zjednoczone Fabryki Tkanin Sztucznych SA w Elberfeld, Zakład w Żydowcach). Już w styczniu 1946 w fabryce Wiskord uruchomiono produkcję tekstry (argony, zobacz krajka), a w latach następnych – z pomocą specjalistów z fabryki w Tomaszowie – produkcję jedwabiu sztucznego (1950) oraz innych włókien i wyrobów z tworzyw sztucznych.

### Okres pracy w szkolnictwie wyższym (1948–1972)
Od chwili przyjazdu do Szczecina (1948) włączył się do prac zespołu, organizującego w tym mieście uczelnię techniczną. Już w 1947 utworzono Szkołę Inżynierską z trzema Wydziałami: Elektrycznym, Inżynierii Lądowej i Mechanicznym. W kolejnym roku przystąpiono do tworzenia Wydziału Chemicznego. Pierwszy dziekan tego Wydziału – Jerzy Szmid – opracował plan 3-letniego studium chemii (zatwierdzony przez Ministerstwo Oświaty) i organizował pierwsze laboratoria chemiczne. Wraz z pierwszymi studentami poszukiwał sprzętu laboratoryjnego i odczynników w ruinach fabryki benzyny syntetycznej w Policach. 

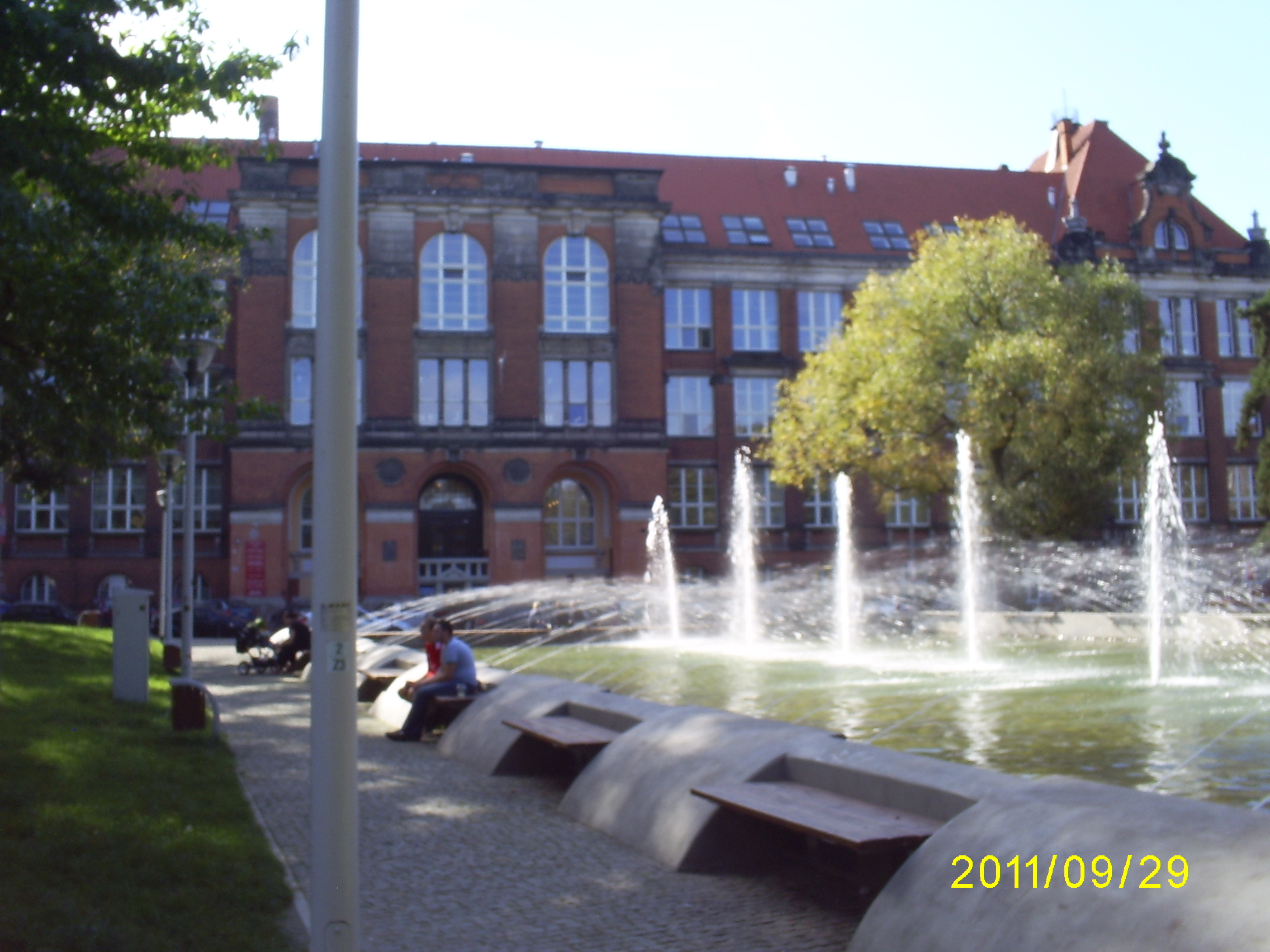
Politechnika Szczecińska – budynek Wydziału Technologii Chemicznej („Stara Chemia”)

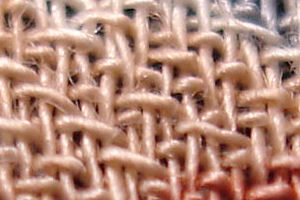
Dzianina ze sztucznego jedwabiu wiskozowego

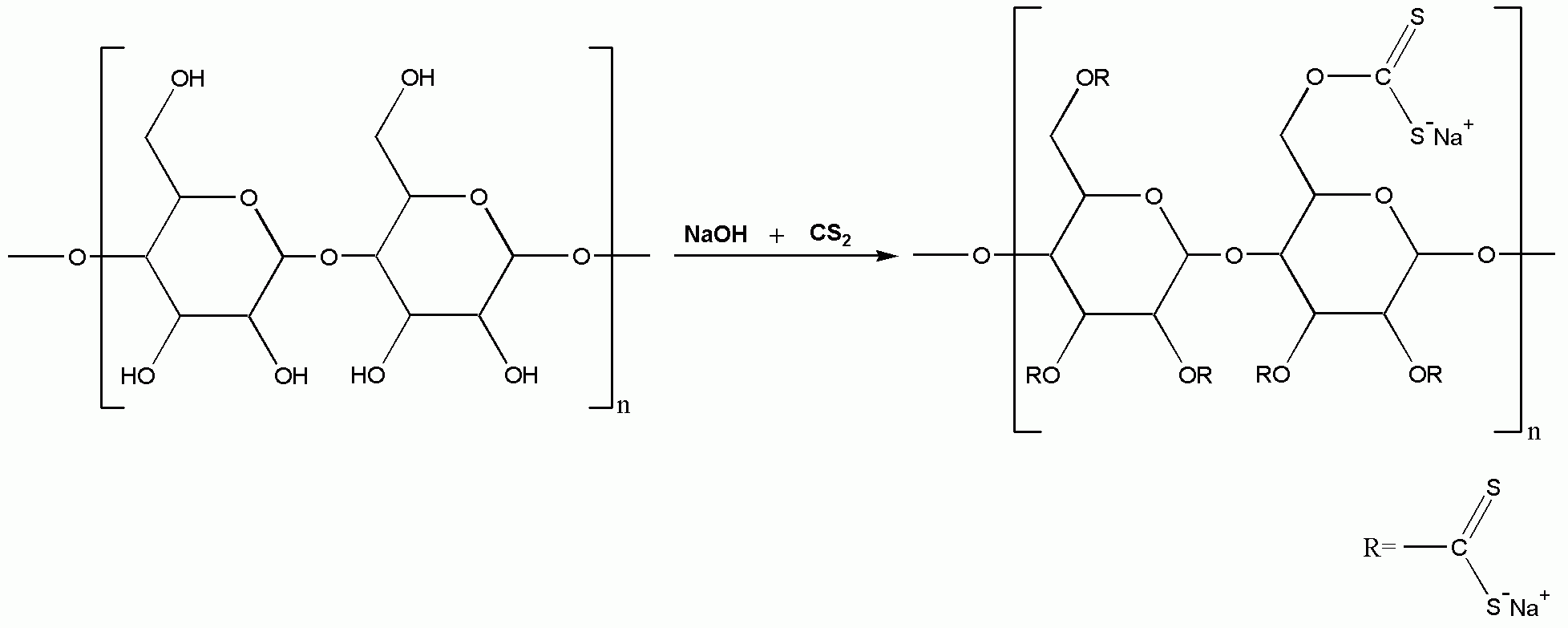
Ksantogenian celulozy (wiskoza)

Utworzył Katedrę Maszynoznawstwa Chemicznego. We wrześniu następnego roku powołano Katedrę Inżynierii Chemicznej, a T. Rosner został jej kierownikiem. W kwietniu 1951 przyznano na Wydziale pierwszy dyplom inżyniera-chemika (specjalizacja: inżynieria chemiczna). 
W roku akademickim 1950/1951 los Wydziału Chemicznego był zagrożony, głównie z powodu niedoborów kadrowych. Zagrożenie likwidacją udało się zażegnać dziekanowi – Tadeuszowi Rosnerowi (kadencja 1950–1953). Doprowadził on do powołania ministerialnej komisji (profesorowie: Osman Achmatowicz, Jan Zmaczyński i Janusz Ciborowski), która zaleciła odroczenie ministerialnej decyzji o likwidacji. Pozwoliło to uzupełnić braki kadrowe i zapewnić Wydziałowi dalszy rozwój.
Od 1956 do emerytury (1969) był kierownikiem Katedry Włókien Sztucznych. Pełnił też funkcję rektora uczelni w okresie jej przekształcania w Politechnikę Szczecińską (1953–1958). Był po raz drugi dziekanem Wydziału w latach 1964–1969.
Tadeusz Rosner został pochowany został na Cmentarzu Centralnym w Szczecinie (kwatera 45B).

## Dorobek naukowy
Opublikował ok. 60 prac naukowych w czasopismach naukowo-technicznych lub referowanych na konferencjach; jest autorem 6 patentów. Publikacje dotyczą technologii produkcji włókien sztucznych (modyfikowanych biopolimerów) i syntetycznych i z procesami ochrony środowiska, m.in. 
- Włókna sztuczne, tworzywa Sztuczne. WNT Warszawa 1966[10][11]
- Włókna syntetyczne, tworzywa sztuczne. WNT Warszawa 1969[12] (wsp. H. Wojcikiewicz)
- Zagadnienie ścieków fenolowych odprowadzanych do Odry przez zakłady przemysłowe położone w województwie szczecińskim. „Przemysł Chemiczny” 1960[13] (wsp.)
- Stopień polimeryzacji polialkoholu winylowego w zależności od metody otrzymywania. „Zesz. Nauk. Polit. Szczec.” 1961)[14] (wsp.)
- Przyrząd do pomiaru przewodności cieplnej. „Pomiary Automatyka Kontrola” 1963)[13] (wsp.)

## Działalność pozauczelniana
Był członkiem:
- Polskiego Towarzystwa Chemicznego i innych towarzystw naukowych
- założycielem Szczecińskiego Towarzystwa Naukowego
- kilku Komisji PAN
- wielu rad naukowo-technicznych przy zakładach pracy branży chemicznej

## Odznaczenia i wyróżnienia, upamiętnienie
- Krzyż Kawalerski Orderu Odrodzenia Polski (1964)[3]
- tytuł doktor honoris causa Politechniki Szczecińskiej (1971)[2][3]

Pamięć o twórcy Wydziału podtrzymują nauczyciele szczecińskich szkół (wśród nich wielu absolwentów Wydziału Chemicznego PS), o czym świadczy zakres materiału z chemii, przekazany uczestnikom konkursu „Omnibus 2010” nt. Wybitni Polacy w dziejach powojennego Szczecina:

Zakres materiału z chemii: Najważniejsi są ludzie - Rola Uczonych przy powoływaniu i działalności Szkoły Inżynierskiej w Szczecinie oraz Wydziału Chemicznego Politechniki Szczecińskiej: 
- Dr Jerzy Szmid
- Profesor Tadeusz Rosner
- Profesor Karolina Paluch
- Profesor Józef Kępiński